# Dmytro Sydor
Pour les articles homonymes, voir Sydor.
 (octobre 2012).
 (juin 2015).
Dmytro Sydor, de son nom complet Dimitriy Dmytrovych Sydor' (Димитрій Дмитрович Сидор en ukrainien) est un prêtre ruthène de l'Église orthodoxe d'Ukraine, né le 29 mars 1955 à Lezóvitsa, village de l'Oblast de Transcarpatie, à l'extrême Ouest de l'Ukraine.
Il est également une personnalité politique ukrainienne. Il est actuellement[Quand ?] le dirigeant du Congrès des Ruthènes (Сойм підкарпатських русинів), une organisation regroupant de nombreuses associations ruthènes de l'Oblast de Transcarpatie, largement impliqué dans le projet de création d'une Ruthénie subcarpathique autonome par rapport à l'Ukraine.

## Position politique
En 2008, il fut accusé de mener des activités séparatistes, considérées par le gouvernement ukrainien comme une menace pour l'intégrité de l'État. Sydor a toutefois nié vouloir la création d'un Ruthénie indépendante de l'Ukraine, mais explique qu'il préfère parler de région autonome au sein même du pays. Certains médias ukrainiens considèrent à ce propos que la Russie voisine soutient en grande partie le mouvement.